# The Zutons
The Zutons sono un gruppo indie rock inglese.

## Storia del gruppo
Gli Zutons si sono formati a Liverpool nel 2001: hanno preso il loro nome dal chitarrista della storica The Magic Band, Bill Harkleroad, in arte Zoot Horn (o "Zuton") Rollo. Il cantante Dave McCabe aveva fatto parte in precedenza dei Tramp Attack, e Russ e Sean, rispettivamente bassista e batterista, erano nei The Big Kids. In origine i membri degli Zutons erano solo quattro, e la fidanzata di Sean, Abi Harding, si univa a loro sul palco solamente per poche canzoni, suonando semplici battute al sassofono. La ragazza era molto popolare presso il pubblico e agli altri membri della band piaceva il modo in cui il suo sassofono arricchiva i loro pezzi, pertanto Abi entrò a far parte del gruppo a tutti gli effetti.
La musica della band non è di facile categorizzazione: è stata descritta come "cartoon punk psichedelico". McCabe, che è anche il principale autore delle canzoni, include fra gli artisti che più lo influenzano Talking Heads, Devo, Sly & the Family Stone, Dexy's Midnight Runners e Madness.
La prima pubblicazione discografica della band fu un CD di sole 3 tracce, Devil's Deal, nel settembre 2002. La primavera seguente venne pubblicato Creepin' And A Crawlin', quindi il singolo Haunts Me, disponibile solo per il download digitale, nel novembre 2003.
L'album di debutto, Who Killed...... The Zutons?, venne pubblicato nell'aprile 2004 e raggiunse la posizione n. 13 della classifica degli album britannica. Dopo circa un anno dall'uscita salì fino alla posizione n. 9, all'inizio del 2005. Il disco aveva una copertina in 3-D e, nella versione in vinile, nella confezione erano inclusi gli occhiali 3-D degli Zutons, che i fan presero l'abitudine di indossare ai loro concerti. L'album uscì anche in edizione limitata con un cd bonus con le versioni alternative di quattro pezzi. Le critiche furono molto positive, e gli Zutons ottennero una nomination come Miglior Band Emergente ai BRIT Awards del 2005. Who Killed...... The Zutons? venne ripubblicato includendo anche il singolo Don't Ever Think Too Much.
L'album successivo, Tired of Hanging Around, venne pubblicato il 17 aprile 2006 e raggiunse la posizione n. 2 delle classifiche britanniche. I singoli estratti furono Why won't you give me your love e Valerie, che raggiunsero entrambi la posizione n. 9, finora il maggior successo commerciale del gruppo.

## Formazione
- Dave McCabe – voce, chitarra
- Boyan Chowdhury – chitarra, voce
- Russell Pritchard – basso, voce
- Sean Payne – batteria, percussioni, voce
- Abi Harding – sassofono, voce

## Discografia

### Album studio
| Anno | Album                        | UK |
| ---- | ---------------------------- | -- |
| 2004 | Who Killed...... The Zutons? | 9  |
| 2006 | Tired of Hanging Around      | 2  |
| 2008 | You Can Do Anything          | 6  |
| 2024 | The Big Decider              |    |

### Singoli
| Anno | Titolo                      | Posizione nelle classifiche | Album                        |
| Anno | Titolo                      | Official Singles Chart      | Album                        |
| ---- | --------------------------- | --------------------------- | ---------------------------- |
| 2002 | Devil's Deal                | 119                         | -                            |
| 2003 | Creepin' And A Crawlin'     | -                           | -                            |
| 2003 | Haunts Me                   | -                           | -                            |
| 2004 | Pressure Point              | 19                          | Who Killed...... The Zutons? |
| 2004 | You Will You Won't          | 22                          | Who Killed...... The Zutons? |
| 2004 | Remember Me                 | 39                          | Who Killed...... The Zutons? |
| 2004 | Don't Ever Think (Too Much) | 15                          | Who Killed...... The Zutons? |
| 2004 | Confusion                   | 37                          | Who Killed...... The Zutons? |